# Lekë Dukagjini

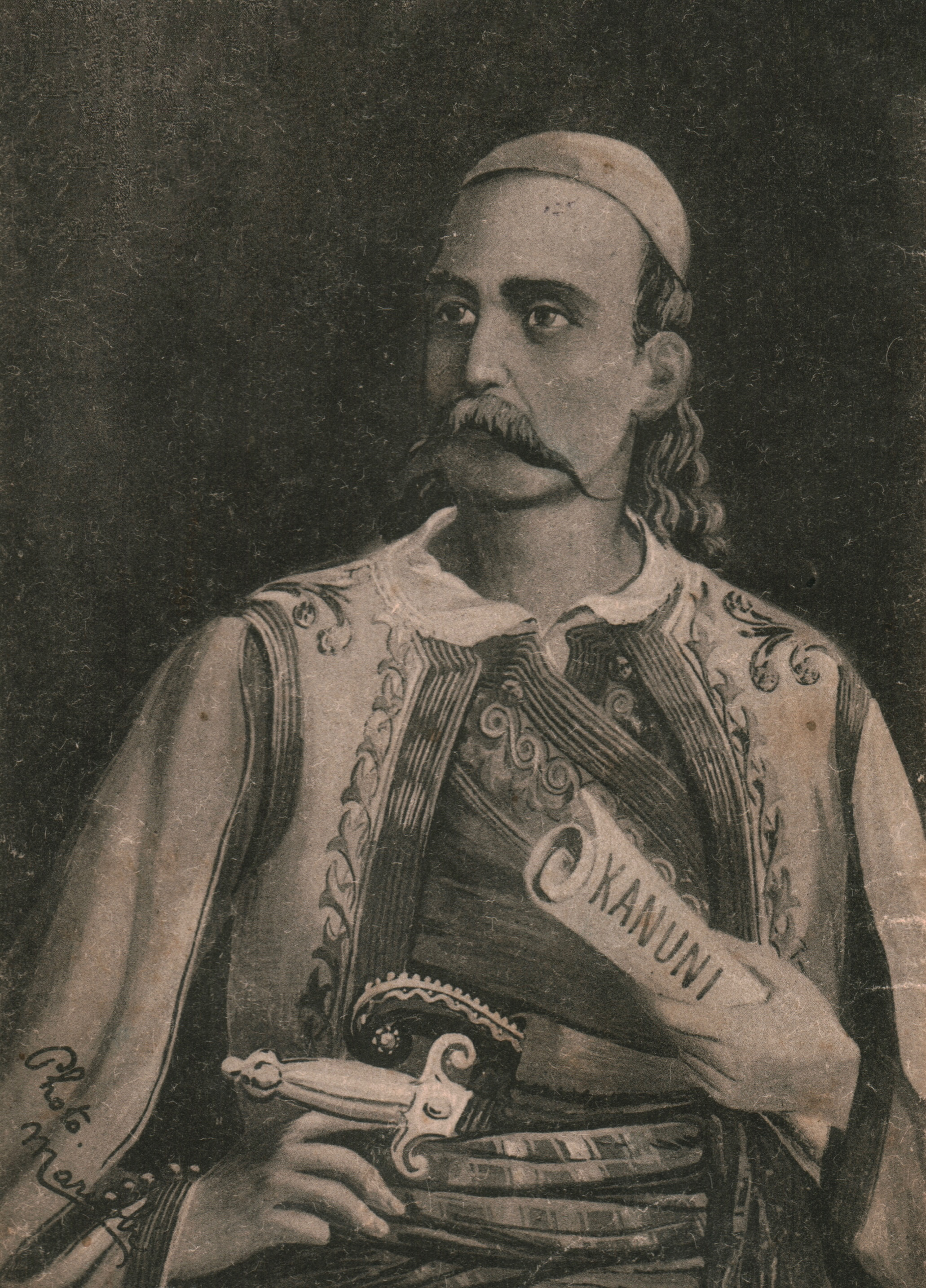
Porträt von Lekë III. Dukagjini

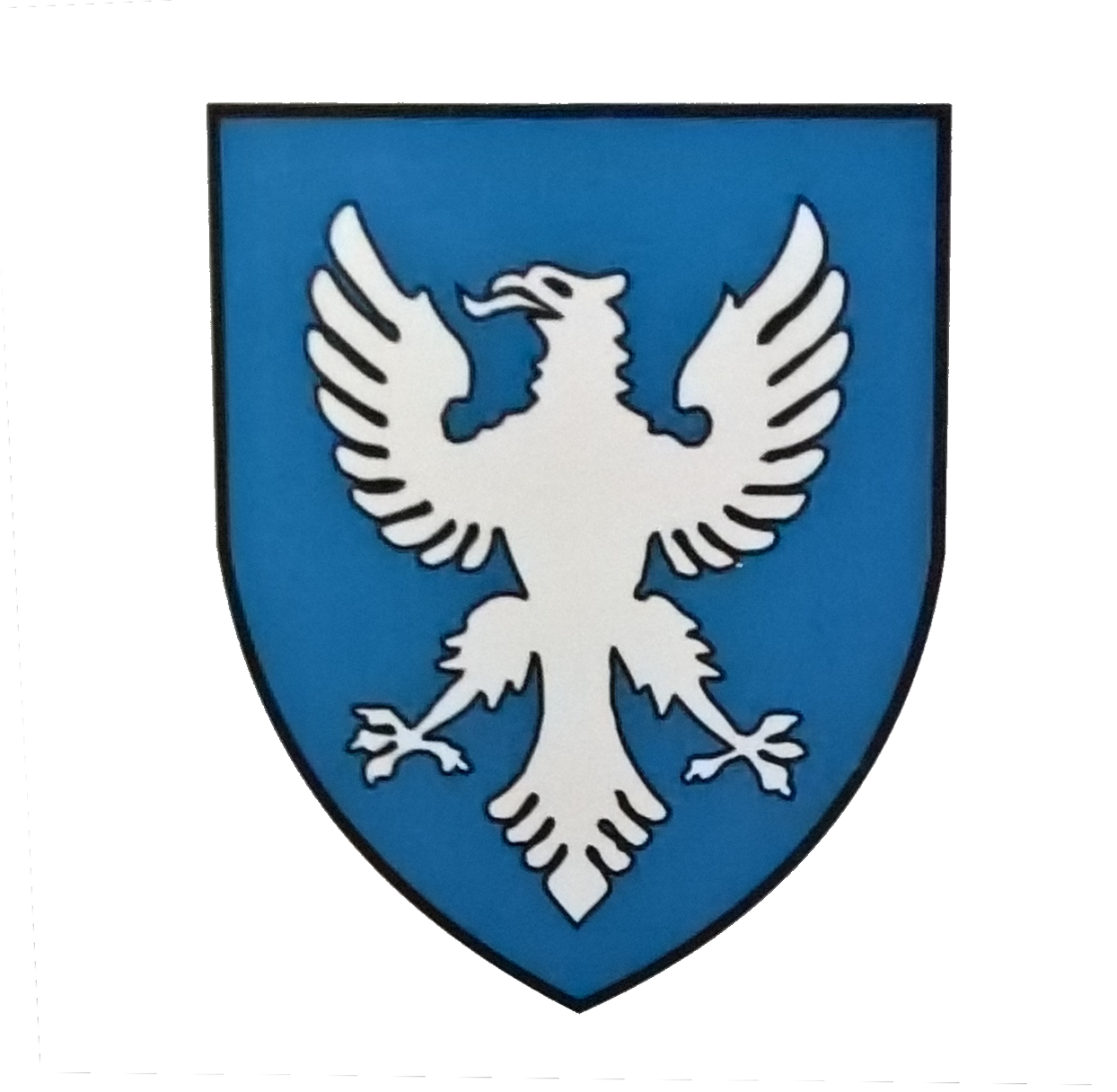
Wappen von Lekë III. Dukagjini

Lekë III. Dukagjini (* ca. 1410; † nach 15. Juni 1481; auch: Lek, deutsch Alexander) war ein Mitglied des Dukagjini-Clans und ein Zeitgenosse Skanderbegs. Lekë kämpfte für und gegen Venedig, für und gegen die Osmanen, für und gegen Skanderbeg. Ab 1464 kämpfte er an der Seite Skanderbegs gegen die Osmanen. Die vermutlich falsche Überlieferung sieht in ihm den Verfasser des Kanun des Lekë Dukagjini, in dem das althergebrachte Gewohnheitsrecht Nordalbaniens gesammelt wurde.

## Leben
Über die Abstammung und das Leben von Lekë III. Dukagjini gibt es kaum zuverlässige Informationen. Er soll in Lipjan (Kosovo) geboren worden sein. Er war der Sohn von Pal II. Dukagjini († 1446) und der Bruder von Nikollë II., Progon III. und Gjergj IV.

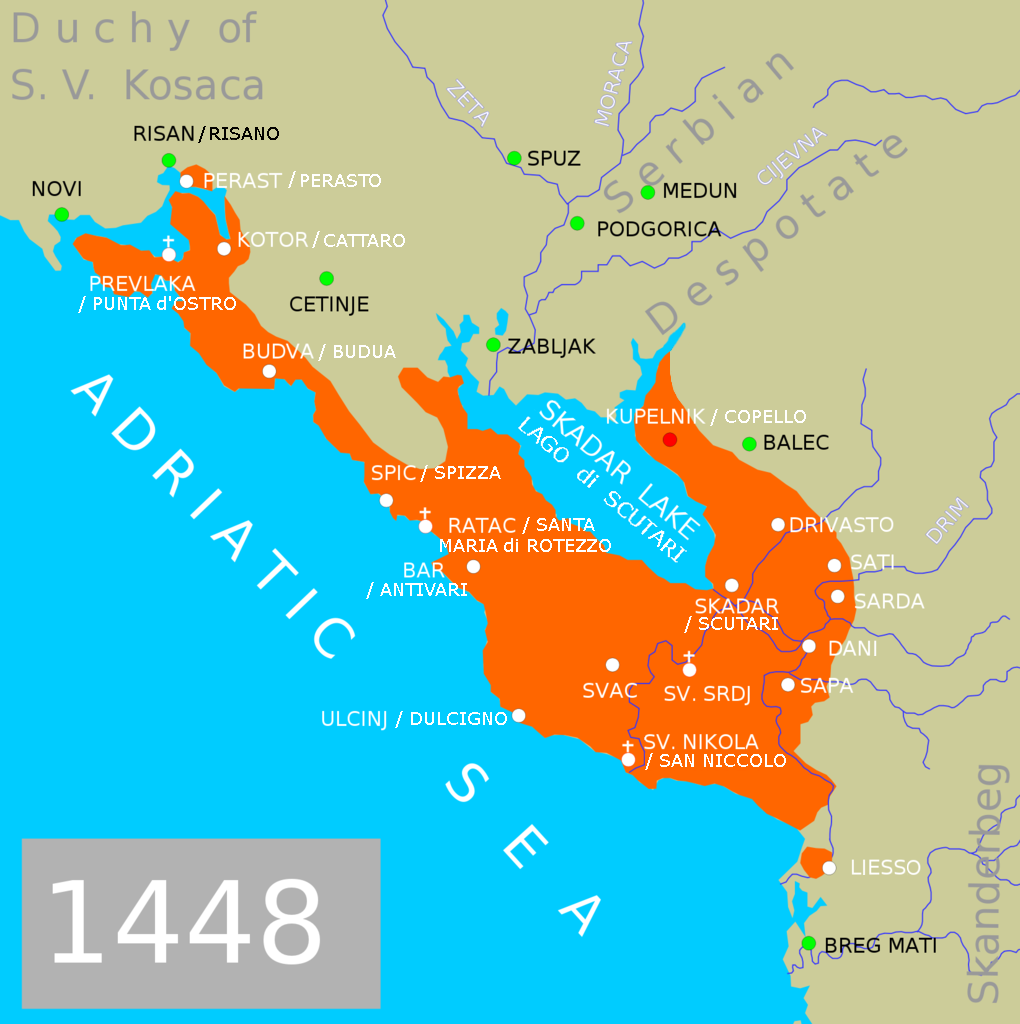
Position von Sati und Dagnum im Venezianischen Albanien, 1448

Die Hauptvertreter des Dukagjini-Stammes im 15. Jahrhundert waren Pal II. mit seinen Söhnen Lekë III. und Nikollë II. Am 2. März 1444 nahmen Pal II. Dukagjini und sein Sohn Nikollë II. als Vasallen von Lekë Zaharia, dem Herrn von Sati und Dagnum, an Skanderbegs Versammlung von Lezha teil. Lekë III. entschuldigte sich, weil er nicht an der Versammlung teilnehmen konnte. Nach dem Tod Pals II. (1446) übernahm Lekë die Führung der Dukagjini und des Kleinfürstentums Dukagjini.

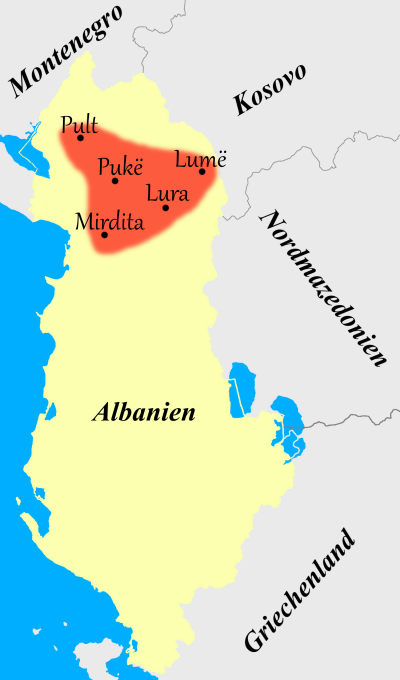
Ungefähres Herrschaftsgebiet von Leke III. Dukagjini

Lekës Machtbereich beschränkte sich auf einen schmalen Streifen Land in der nördlichen Mirdita, auf das Tal des Drins mit den Orten Puka, Lura und Luma sowie die Region Polatum nordöstlich von Shkodra. Der Südwesten der Albanischen Alpen wird heute noch Dukagjin genannt. Östlich von Lekës Machtbereich lag das bereits türkisch gewordene Kosovo. Mit seinem Bruder Nikollë nehm er am Albanisch-Venezianischen Krieg (1447–1448) teil.
Im Januar 1445 wurden alle albanischen Stammeshäuptlinge zur Hochzeit der jüngsten Schwester Skanderbegs, Mamica, mit Karl Muzaka Thopia eingeladen. Anwesend war auch Irene, die einzige Tochter von Lekë Dushmani, Herr der Zadrima. Während des Zechgelages, das auf die Zeremonie folgte, begannen Lekë Dukagjini und Lekë Zaharia, Sohn von Koja Zaharia († vor 1442), die beide ein Auge auf Irene Dushmani geworfen hatten, einen Streit. Vrana Konti und Vladan Gjurica (Vladan Yuritza), Generalquartiermeister Skanderbegs, versuchten die beiden zu trennen, wurden dabei aber verwundet, der erstere am Arm und der letztere am Kopf. Der Streit endete in einem Kampf, der zugunsten des Dukagjini-Clans zu verlaufen schien, bis Lekë Zaharia gegen seinen Rivalen stürmte und ihn mit einem mächtigen Schlag kampfunfähig machte. Mit lautem Jubel feierten Zaharias Männer den Sieg ihres Anführers, was die Dukagjini aufbrachte. Wütend über den Anblick ihres niedergeschlagenen Anführers zogen sie ihre Schwerter aus der Scheide und forderten sofort die Männer von Zaharias heraus. Die folgende Schlacht forderte 105 Tote und 200 Verwundete. Sowohl Lekë Dukagjini als auch Lekë Zaharia kamen lebend davon. Zaharia gelang es, Irene zu erobern. Der moralisch gedemütigte Lekë Dukagjini erklärte Zaharia die Blutrache. Lekë Zaharia wurde noch 1445 von seinem Pronoiar Nikollë II. Dukagjini, Bruder von Lekë, getötet.

### Türkeneinfälle
Während der Türkeneinfälle der Jahre 1455–1456 hatte Lekë III. als venezianischer Vasall Dagnum verteidigt. Wegen einiger zweifelhafter Verdächtigungen überwarf sich Lekë mit den Venezianern und besetzte am 4. November 1456 mit seinen Truppen Dagnum, ließ den dortigen venezianischen „Rettore“ verjagen und dessen Gattin und Kinder gefangen nehmen. Sofort warb Venedig 200 Söldner an und sandte sie nach Albanien, wo nun zu den osmanischen Verheerungen noch ein neuer innerer Krieg dazu kam.
Im August 1457, als ein osmanisches Heer Kruja belagerte, konnte Venedig Dagnum zurückgewinnen. Im August 1457 hatten die Osmanen alle Ebenen Albaniens besetzt. Daraufhin verband sich Lekë mit den Osmanen und nahm mit ihrer Hilfe Sati. Dieses Bündnis veranlasste Skanderbeg, sich mit Venedig gegen Lekë zu verbinden.
Am 14. Februar 1458 wurde in Shkodra ein Friedensvertrag zwischen den Vertretern Venedigs und den Brüdern Lekë III., Nikollë II., Gjergj IV. und ihrem Cousin Draga († 1462; Sohn von Nikollë I.), unterschrieben. Venedig vergab den Dukagjini alle vergangenen Straftaten und empfing sie als Freunde. Die Brüder Dukagjini übergaben dem Kapitän von Shkodra, Benedetto Soranzo, die Rogamenia (eine kleine Ebene um das Dorf Rrogam) mit all seinen Gebäuden und das Gebiet Dagnum. Lekë III. übergab auch die Burg von Sati mit ihren Bergen, die zerstört und nie wieder aufgebaut werden sollte. Darüber hinaus sollte niemand ohne die Zustimmung von Venedig in jenem Gebiet leben. Dafür blieb ihm der Rest des Landes am Berg von Sati, in der Zadrima und die Besitzungen jenseits des Drin als Lehen gegen einen Jahreszins von einem Doppiere (doppelte Wachsfackel) von 10 Pfund Wachs, die nach Venedig geschickt werden sollte. Salz sollten sie nur vom Staat liefern lassen. Auf jede Anforderung der Venezianer oder ihrer Vertreter sollten die Dukagjini die Ribellen, die sich in ihrem Gebiet aufhielten, verhaften und den Venezianern ausliefern. Venedig verpflichtete sich dasselbe mit den Dukagjini zu tun. Doch bald suchte Lekë schon neue Konflikte, denn im November 1458 bezeichnete Venedig ihn und seinen Cousin Pal III. als „Abtrünnige“; wahrscheinlich hatten sie die Oberhoheit des Sultans Mehmed II. anerkannt.
Da im Vertrag vom 14. Februar 1458 Skanderbeg nicht eingeschlossen war und Lekë die Beziehungen zu den Osmanen nicht abbrach, schritt Papst Pius II. ein und forderte den Erzbischof von Bar auf, Lekë und seinen Cousin Pal III. „ferandæ sententiæ“ zu exkommunizieren, falls sie nicht binnen 15 Tagen die Beziehungen zu den Osmanen abbrächen. 1470 besiegte der Verbündete Venedigs Nikollë II. seinen Bruder Lekë III., der auf der Seite der Osmanen stand.

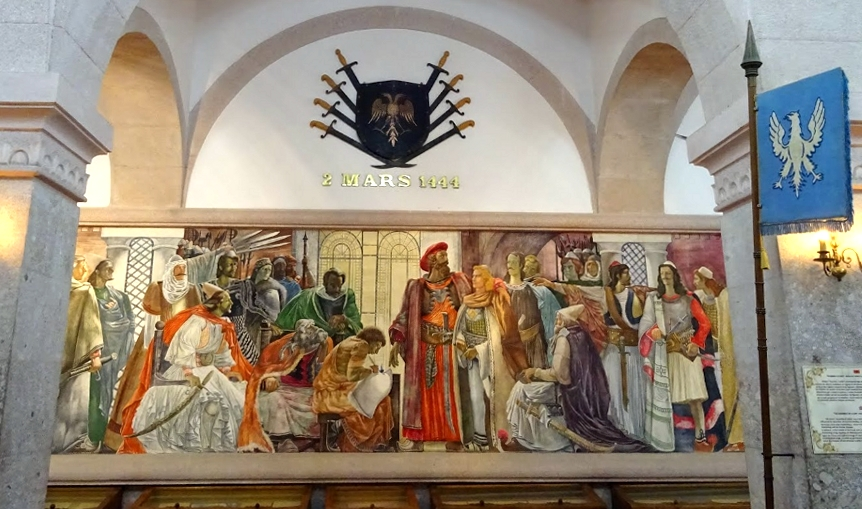
Liga von Lezha, Gemälde im Skanderbeg-Museum in Kruja

Angesichts des ständig zunehmenden Drucks der Osmanen auf das Territorium der Dukagjini konnte der Erzbischof von Durrës, Pal I. Engjëll, die beiden Anführer Lekë III. Dukagjini und Skanderbeg 1463 versöhnen. Lekë Dukagjini schloss sich der Liga von Lezha an und kämpfte bis zu Skanderbegs Tod (1468) treu an seiner Seite.
Der Historiker Giammaria Biemme beschrieb in seiner Biografie „Istoria di Giorgio Castrioto“, dass Lekë III. Dukagjini den Albanern die Nachricht über den Tod Skanderbegs (1468) laut schreiend überbracht hätte, indem er seine Kleider zerriss und sich die Haare ausriss („… quarciandosi le vesti, e svellandosi i capelli …“). Eigentlich kann man Lekë nicht als treuer Begleiter Scanderbegs bezeichnen, da er lange Zeit sein Feind war.

### Nach dem Tod Skanderbegs
Nach dem Tod Skanderbegs am 17. Januar 1468 wurde Lekë Dukagjini zu einer der Hauptfiguren im Krieg gegen die Osmanen. Die Osmanen besetzten fast ganz Albanien, plünderten Shkodra, Lezha und Durrës und verschleppten in wenigen Wochen über 8000 Menschen. „In ganz Albanien sehen wir nur Türken“, lautete eine gleichzeitige Depesche. Daneben befehdeten sich noch die alten Stammeshäuptlinge untereinander. Die Brüder Nikollë II. und Lekë III. verjagten ihren Bruder Progan IV., der erst durch Venedigs Eingriff wieder seinen Erbteil erhielt.
Nachdem die letzten Hochburgen 1478 (Kruja) und 1479 (Shkodra) an die Osmanen gefallen waren, suchten Lekë III. und sein Bruder Nikollë II. Zuflucht in Italien.

### Rückkehr nach Albanien
Nach dem Tod von Sultan Mehmed II. am 3. Mai 1481 brachen im Osmanischen Reich sofort Unruhen aus, was die Entsendung neuer Truppen für die in Otranto belagerten Osmanen verhinderte. Gjon II. Kastrioti galt für die Albaner, die sich mit der Osmanenherrschaft nicht abfinden wollten, zum Hoffnungsträger. Als Sohn des großen Skanderbeg sollte er den Aufstand gegen die Besatzer anführen. Zusammen mit Gjon und seinen Truppen segelten sein Cousin Konstantin (Costantino) Muzaka und die Brüder Lekë III. und Nikollë II. Dukagjini auf vier neapolitanischen Galeeren nach Albanien. Gjon ging südlich von Durrës an Land, während Konstantin weiter südlich nach Himara segelte. Die Ragusaner berichteten Anfang Juni 1481 nach Neapel, dass Nikollë II. wieder in Albanien eingetroffen sei; am 15. Juni konnten sie das gleiche von Lekë III. berichten. Die Zahl der Kämpfer vermehrte sich rasch durch Aufständischen. Nikollë und Lekë Dukagjini reisten nach Nordalbanien, wo sie im Hochland von Lezha und Shkodra den Aufstand anführten. Die Streitkräfte von Nikollë und Lekë griffen die Stadt Shkodra an und zwangen somit Hadım Süleyman Pascha, weitere Hilfstruppen in die Region zu schicken. Konstantin führte militärische Aktionen in der Küstenregion von Himara durch, während eine albanische Infanterie von ungefähr 7000 Mann sich um Gjon Kastrioti versammelte, um zu verhindern, dass Vlora erneut die osmanische Garnison in Otranto erreichen konnte.  Gjon besiegte eine osmanische Armee von 2000 bis 3000 Mann, eroberte Himara am 31. August 1481 und später die Burg Sopot bei Borsh. Er nahm Hadım Süleyman Pascha gefangen, der als Siegestrophäe nach Neapel geschickt wurde und schließlich für ein Lösegeld von 20000 Dukaten freigelassen wurde. Ihr vorübergehender Erfolg hatte äußerliche Auswirkungen auf die Befreiung von Otranto am 10. September 1481 durch neapolitanische Truppen. Vier Jahre lang konnte Gjon sich im Gebiet zwischen Kruja im Norden und Vlora im Süden halten. 1484 kehrte er aber endgültig nach Italien zurück. Über die Dukagjini schweigen die Quellen.